# Beaufront Castle
Beaufront Castle er et privatejet country house fra 1800-tallet nær Hexham, Northumberland, England.
Der er kilder på, at der eksisterede et pele tower ved Beaufront i 1415. Dorothy Carnaby, arving til ejendommen i 1500-tallet, giftede sig med Gilbert Errington, og Errington-familien opførte et nyt hus i 1600-tallet.
Ejendommen overgik til Cuthbert-familien i begyndelsen af 1800-tallet, og de opførte den nuværende herregård i nygotisk stil mellem 1836 og 1841, men inkorporerede dele af huset fra 1600-tallet, med tegninger af arkitekten John Dobson. William Cuthbert var High Sheriff i Northumberland i 1860.
Det er en listed building af første grad.